# Pixel 6a
El Google Pixel 6a es un teléfono inteligente Android diseñado, desarrollado y comercializado por Google como parte de la línea de productos Google Pixel. Sirve como una variante de gama media del Pixel 6 y Pixel 6 Pro. El dispositivo fue anunciado el 11 de mayo de 2022 como parte del discurso de apertura de Google I/O.

## Especificaciones

### Hardware
El Pixel 6a está construido con un marco de aluminio, una parte trasera de plástico y cristal Gorilla Glass 3 para la pantalla. El diseño incluye una barra para la cámara y un esquema de color de dos tonos en la parte trasera, similar al de los Pixel 6 y Pixel 6 Pro. Tiene altavoces estéreo, uno ubicado en el borde inferior y el otro que también funciona como el auricular para llamadas. Utiliza un puerto USB-C para la carga y la conexión de otros accesorios.
El teléfono está disponible en los siguientes colores:
| Color | Nombre |
| ----- | ------ |
|       | Savia  |
|       | Tiza   |
|       | Carbón |

El Pixel 6a utiliza el system-on-chip (SoC) Google Tensor, con 6 GB de RAM y 128 GB de almacenamiento interno UFS 3.1 no expandible. Tiene una batería de 4410 mAh y es compatible con carga rápida de hasta 18 W. Cuenta con una clasificación de resistencia al agua IP67. Presenta una pantalla OLED de 6.1 pulgadas y resolución 1080p con soporte para HDR. La pantalla tiene una relación de aspecto de 20:9 y un recorte circular en la parte superior central para la cámara frontal.
El dispositivo incluye un sistema de doble cámara trasera. El lente principal de 27 mm y apertura f/1.7 tiene el sensor Sony Exmor IMX363 de 12.2 megapíxeles, mientras que el lente ultra gran angular de 114° y apertura f/2.2 tiene un sensor de 12 megapíxeles. La cámara frontal utiliza un sensor de 8 megapíxeles. La cámara trasera es capaz de grabar video en 4K a 30 o 60 fps, mientras que la cámara frontal puede grabar en 1080p.

### Software
El Pixel 6a viene de fábrica con Android 12, coincidiendo con el lanzamiento estable de esta versión en el Android Open Source Project. Se espera que reciba 5 años de actualizaciones importantes del sistema operativo y de seguridad. En las primeras semanas posteriores a su lanzamiento, el dispositivo recibió una actualización con un bootloader desbloqueable para activar el modding.

## Disponibilidad
Se lanzó el 21 de julio de 2022 en Estados Unidos y el 28 de julio del mismo año en la India.

## Recepción
El Pixel 6a cosechó elogios abrumadores tras su lanzamiento, con alabanzas particulares hacia su propuesta de valor, sostenibilidad, diseño, cámaras y rendimiento de «gama alta» gracias al system-on-chip (SoC) Tensor, propiedad de Google. Sin embargo, los críticos lamentaron la falta de una ranura para tarjeta microSD y de un conector para auriculares, así como la pantalla con una tasa de refresco estándar de 60 Hz, que consideraron no competitiva para su categoría.
Algunos consideraron que Google no cumplió con la duración de la batería anunciada y señalaron que la batería del dispositivo se agotaba rápidamente tras 24 horas de uso intenso y que tardaba en cargarse. Asimismo, otros descubrieron que el dispositivo se calentaba de forma inusual tanto entre cargas como durante un uso de moderado a intenso. En esas condiciones, detectaron una importante ralentización térmica (thermal throttling) tanto en una serie de pruebas de estrés como al jugar títulos que exigen un uso intensivo de la CPU, como Genshin Impact.

### Problemas conocidos
El sensor de huellas dactilares tenía problemas de seguridad, ya que reconocía huellas no registradas. El dispositivo utiliza un sensor óptico de huellas dactilares diferente al de los Pixel 6 y Pixel 6 Pro, y el problema parece ser exclusivo del Pixel 6a en particular. A mediados de septiembre de 2022 se lanzó una actualización de software para solucionar estos problemas.
Ciertos teléfonos Pixel 6a requieren una actualización de software obligatoria a Android 16 para reducir el riesgo de un posible sobrecalentamiento de la batería que podría suponer un peligro para los usuarios. El 2 de julio de 2025 se anunció un programa de reemplazo de baterías para solucionar este problema.